# Lanzamiento de cabra

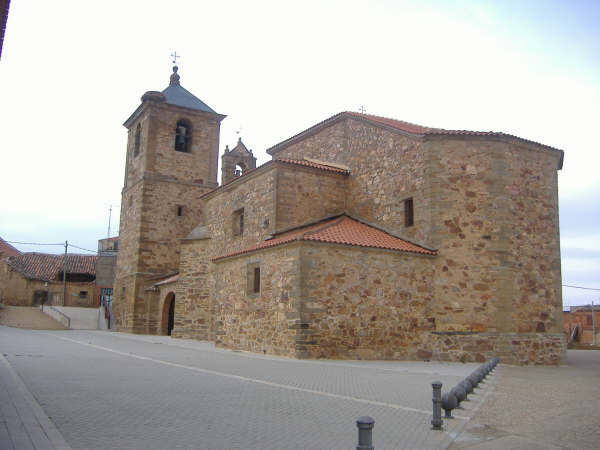
Iglesia donde se realizaba el acto.

El lanzamiento de cabra (poéticamente llamado «el salto de la cabra») fue un acto tradicional llevado a cabo en el municipio español de Manganeses de la Polvorosa (provincia de Zamora), celebrado el cuarto domingo de enero, en el que un grupo de jóvenes (quintos) arrojaban a una cabra viva desde lo alto del campanario de la iglesia del pueblo. Mientras, una multitud se encontraba a los pies del campanario con una lona para atrapar a la cabra y que no muriese reventada contra el suelo. El evento se inspiró en una leyenda local que dice que una cabra que milagrosamente alimentó a los pobres con su leche, cayó de la torre, pero aterrizó de manera segura.
Varios grupos defensores de los derechos de los animales exigieron el final de este evento recurrentemente, hasta que se prohibió la práctica en el año 2000 por considerarse maltrato animal e innecesario. En años posteriores, se lanzó un peluche con forma de cabra (2014).